# Le Garage hermétique
Le Garage hermétique est un univers de science-fiction créé par Mœbius dans ses bandes dessinées.
Il se situe dans un astéroïde contenant plusieurs mondes superposés, créé par le major Grubert, qui continue à en surveiller l'évolution à bord de son vaisseau spatial le Ciguri. L’astéroïde se trouve dans la constellation du Lion.
Les planches du Garage hermétique sont parues initialement sous la forme d’un feuilleton dans Métal hurlant de 1976 à 1979 ; elles étaient écrites au fur et à mesure de leur publication dans la revue, chaque planche étant improvisée. Il en résulte une histoire décousue mais cohérente, un univers coloré et délirant, truffé de références à la science-fiction et aux super-héros. 
Les planches sont rassemblées, avec d'autres parues dans France-Soir et dans Fluide glacial, dans un recueil édité en juin 1979 par Les Humanoïdes associés sous le titre Major Fatal. Le même univers a servi de cadre à une autre série, Le Monde du Garage hermétique, paru chez le même éditeur entre 1990 et 1992.

## Le monde du Garage hermétique
Pour créer le Garage hermétique, le major Grubert a utilisé treize générateurs d’expanseurs à effet Grubert pour transformer un astéroïde en monde de poche. La défaillance d’un seul de ces générateurs entraînerait l’effondrement de ces mondes. Les peuples des mondes du Garage hermétique ne sont pas conscients de vivre dans un astéroïde mais pensent vivre dans un monde ouvert ; ils ne connaissent pas l’existence du major ni du Ciguri, à l’exception de quelques espions du major, ou de ses ennemis qui aimeraient prendre possession de ce monde.

### Géographie du Garage hermétique
La meilleure description que l’on pourrait faire du Garage hermétique est : terres aléatoires, bien que ce terme semble consacré à certaines parties de ce monde qui ressemblent à la Terre historique (ou plutôt uchronique, par exemple l’Ouest américain de la guerre de Sécession).
Le monde du garage hermétique est organisé en trois niveaux.
Le premier niveau fut créé par dame Kowalski, probablement une ancienne conquête du major Grubert que l'on a pu croiser par ailleurs dans Le Bandard fou. Il contient le pays Schwans. C’est un niveau sauvage et peu peuplé.
Le deuxième niveau est un monde possédant une technologie avancée, mais pas pour autant hyperindustrialisé. Il contient des vestiges de civilisations anciennes (comme des pyramides dans le désert). La capitale de ce niveau est la cité d’Armjouth, la « perle de la toundra », célèbre pour son square de la feuille de Rizla. Parmi les grandes cités, mentionnons Mrhu et Bolzedurra, la cité abandonnée. Ce niveau contient aussi le pays de Syldaïn-Dolchigne, avec ses zones d’Onix et la région de Carn Finehac. 
L’ultime niveau est un univers mécanique contenant les générateurs d’expanseurs.

### Les peuples
- Bakalites.
- Tar’Haï. Le peuple Tar’Haï pense que le monde a été créé par les vingt-trois divinités génératrices. C’est un peuple très ancien possédant une magie redoutée.
- Citons aussi : les Begnandes, le Trichlo (humanoïde à trois cornes sur la tête), les Targrowns, le Barcoll (sorte de poisson-oiseau humanoïde originaire de Volny, la planète des vents, dont le cri est « bingaloo ») et les Exos (insectes humanoïdes marchant sur trois pattes).

### La faune
- Malro, sorte de cheval semi-aquatique.

### La technologie
- Les passages entre les niveaux ou dans les Terres Aléatoires se font à l’aide de joncteurs, des transmetteurs de matière.
- Star Billiard : immense robot piloté par un humain, ayant l’apparence d’un super-héros de comics.
- Onde puchepull : onde permettant d’envoyer des personnes et du matériel dans le Garage hermétique depuis le Ciguri.
- Câbleur : la machine spéciale que l'ingénieur Barnier a malencontreusement cassée ; il contenait une structure cristalline et un palpeur de mirette. Le câbleur était destiné à être envoyé vers les étoiles.
- Arangue : véhicule à trois roues, il utilise un moteur à blaves qui est réputé pour sa robustesse.
- Le Ciguri : le navire spatial personnel du major Grubert.
- Betrav 2000 : véhicule motorisé (en forme de camion-citerne) de Jerry Cornelius.
- Le casque du major : la pointe du casque est directement reliée au Ciguri et peut recevoir ainsi une impulste thynique.
- Transmetteur de matière : ancienne technologie qui permet de se téléporter à travers la galaxie.
- Psicolimaton : permet de muter les énergies d'enveloppe. Il se présente sous la forme d'un siège de dentiste et d'un appareil produisant un flux.
- Les sphères : elles sont situées dans la salle aux boules de l'univers des machines dans le 3e niveau. Elles sont destinées à buller, mais peuvent être désactivées (ou pire inhibées) en inversant leur polarité négative.
- Inverseur : il se présente sous la forme d'une petite boîte gris métallisé.
- Topper : arme de poing utilisant des plaques comme projectiles.

### Les personnages
- Le major Grubert : son histoire nous parvient déformée par l’Archer. Il semble que ce soit à l’origine un Terrien, un Allemand né au XXe siècle, journaliste du journal Die Welt, qui passa dans une autre dimension en franchissant le petit cercle transtemps à Angkor (Cambodge). Il devint ingénieur spécialisé en magie spatiale et notamment dans les phénomènes d’entropie nodale du tissu intergalaxial. Lors d’un vol spatial avec l’explorateur Lewis Cern, alias Jerry Cornélius, dans la nébuleuse Hakbah du Saligaa, il découvrit l’épave de la Otra, l’arche-mère des anciens, où il trouva le secret de l’immortalité. Ses travaux le menèrent à la découverte de l’effet Grubert, dont il déposa le brevet, qui lui permit de construire son monde immense à l’intérieur d’un minuscule astéroïde.
- Dame Malvina, fiancée du major Grubert à bord du Ciguri.
- Yetchem l’Archer ; initialement, il était un élément neutre dans le monde du Garage hermétique ; il deviend un des émissaires du major.
- Jerry Cornélius, de son vrai nom Lewis Cern, envoyé du Nagual, qui cherche à envahir le Garage hermétique. Le personnage a été créé par Michael Moorcock.
- Larc Dalxtrey, un homme du Ciguri, envoyé par dame Malvina dans les Terres Aléatoires afin de sauver le major.
- Sper Gossi, maître du premier niveau qui essaie lui aussi de conquérir le Garage hermétique, allié à un bakalite.
- L'ingénieur Barnier qui fuit la vengeance de Jerry Cornelius après avoir grillé un câbleur.

## Auteurs
Major Fatal
- Scénario et dessin : Mœbius
- Couleur : Claudine Pinet (T2)

Le Monde du Garage hermétique
- Scénario : Jean-Marc Lofficier
- Dessin : Eric Shanower (T1 à T3), Jerry Bingham (T4 et T5)
- Couleur : Florence Lliboutry (T1 à T3), Marc Elfassy (T4), Thierry Thibouret (T5)

## Albums

### SérieMajor Fatal
- 1  Major Fatal[2], Les Humanoïdes Associés, juin 1979
Scénario et dessin : Mœbius
- 2 L’homme du Ciguri, Les Humanoïdes associés, novembre 1995
Scénario et dessin : Mœbius - Couleurs : Claudine Pinet
- Le chasseur déprime, Stardom, 18 avril 2008
Scénario et dessin : Mœbius

### SérieLe Monde du Garage hermétique
- 1 Le Prince impensable, Les Humanoïdes Associés, août 1990
Scénario : Jean-Marc Lofficier et Mœbius - Dessin : Eric Shanower - Couleurs : Florence Lliboutry
- 2 Les Quatre Royaumes, Les Humanoïdes Associés, novembre 1990
Scénario : Jean-Marc Lofficier et Mœbius - Dessin : Eric Shanower - Couleurs : Florence Lliboutry
- 3 Le Retour du Jouk, Les Humanoïdes Associés, mars 1991
Scénario : Jean-Marc Lofficier et Mœbius - Dessin : Eric Shanower - Couleurs : Florence Lliboutry
- 4 Les Terres aléatoires, Les Humanoïdes Associés, février 1992
Scénario : Jean-Marc Lofficier et Mœbius - Dessin : Jerry Bingham - Couleurs : Marc Elfassy
- 5 Le Seigneur d'Onyx, Les Humanoïdes Associés, octobre 1992
Scénario : Jean-Marc Lofficier et Mœbius - Dessin : Jerry Bingham - Couleurs : Thierry Thibouret

### Albums contenant des histoires du Major Grubert
- Escale sur Pharagonescia, Les Humanoïdes Associés, collection « Pied jaloux », septembre 1989
Scénario et dessin : Mœbius
- Les Vacances du Major, Les Humanoïdes Associés, collection « Pied jaloux », juin 1990
Scénario et dessin : Mœbius - Couleurs : Geneviève Penloup, Florence Breton